# Ламбро Димитров
Ламбро Наумов Димитров (на английски: Lambro Dimitroff) е български футболист и лекар.

## Биография
Роден е на 18 ноември 1922 г. в село Дъмбени в Егейска Македония, Гърция. Баща му емигира в САЩ. През 1936 г. се установява във Варна с майка си. Започва да играе футбол в юношите на варненския „ФК Владислав“ и през 1940 г. става носител на Купата на Запасния офицер. През 1941 г. записва няколко мача във Варненската областна дивизия и остава в тима до 1942 г., когато се премества в София, за да отбие военната си служба. Той е последният жив футболист на отбора на „ФК Владислав“.
Завършва медицина в Софийския университет. От 1948 до 1951 г. специализира в Сорбоната в Париж, а до 1956 г. – в Свободния университет в Брюксел. С това той добива право да практикува в САЩ. Заминава за САЩ в град Хемънд, Индиана. След това живее в Чикаго, където отваря своя клиника като общопрактикуващ лекар. През 2002 г. се премества в Палм Бийч, Флорида със съпругата си Патриша.
През 1964 г. купува екипи за отбора на „Черно море“ (Варна), като те биват изготвени по поръчка. Д-р Димитров лично ги донася и присъства на срещата, в която „моряците“ за първи път обличат екипа.